# Voyager (band)
Voyager är ett australiskt progressive metalband från Perth, bildat 1999.
Bandet lärde känna varandra vid University of Western Australia 1999. Bandet består numera av Daniel Estrin (sång, keytar), Simone Dow (gitarr), Scott Kay (gitarr), Ashley Doodkorte (trummor) och Alex Canion (bas). Daniel Estrin är den enda medlemmen som varit med från start. Voyager har släppt sju fullängdsalbum. Deras sjunde fullängdsstudioalbum, Colours in the Sun, släpptes 2019 på det fransk-amerikanska metalskivbolaget Season of Mist.
De representerade Australien i Eurovision Song Contest 2023 med låten "Promise" som slutade på en nionde plats i finalen.